# Swjatogor

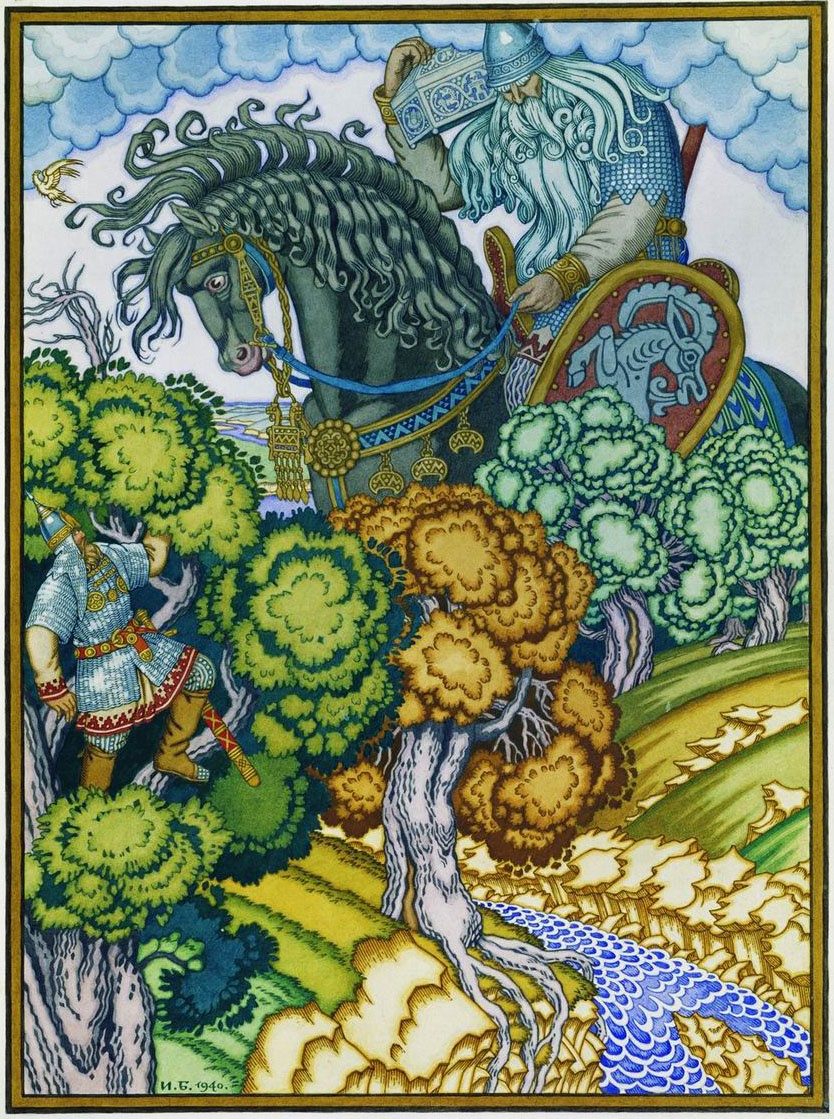
Swjatogor und Ilja Muromez (Iwan Bilibin, 1900)

Swjatogor, auch Svjatogor (russisch: Святогор), ist im russischen Heldenepos der Kiewer Rus ein Bogatyr (Krieger oder Kämpfer, in historischen Schriften auch Ritter) mit übernatürlichen Kräften.
Aus Swjatogors Nachlass soll der Bogatyr Ilja Muromez sein Schwert von wandernden Sängern erhalten haben. Umgesetzt ist diese Sage im russischen Volksmärchen Ilja Muromez, welches von Mosfilm im Jahr 1956 als Der Kampf um das goldene Tor verfilmt wurde.